# 下塔特拉山國家公園

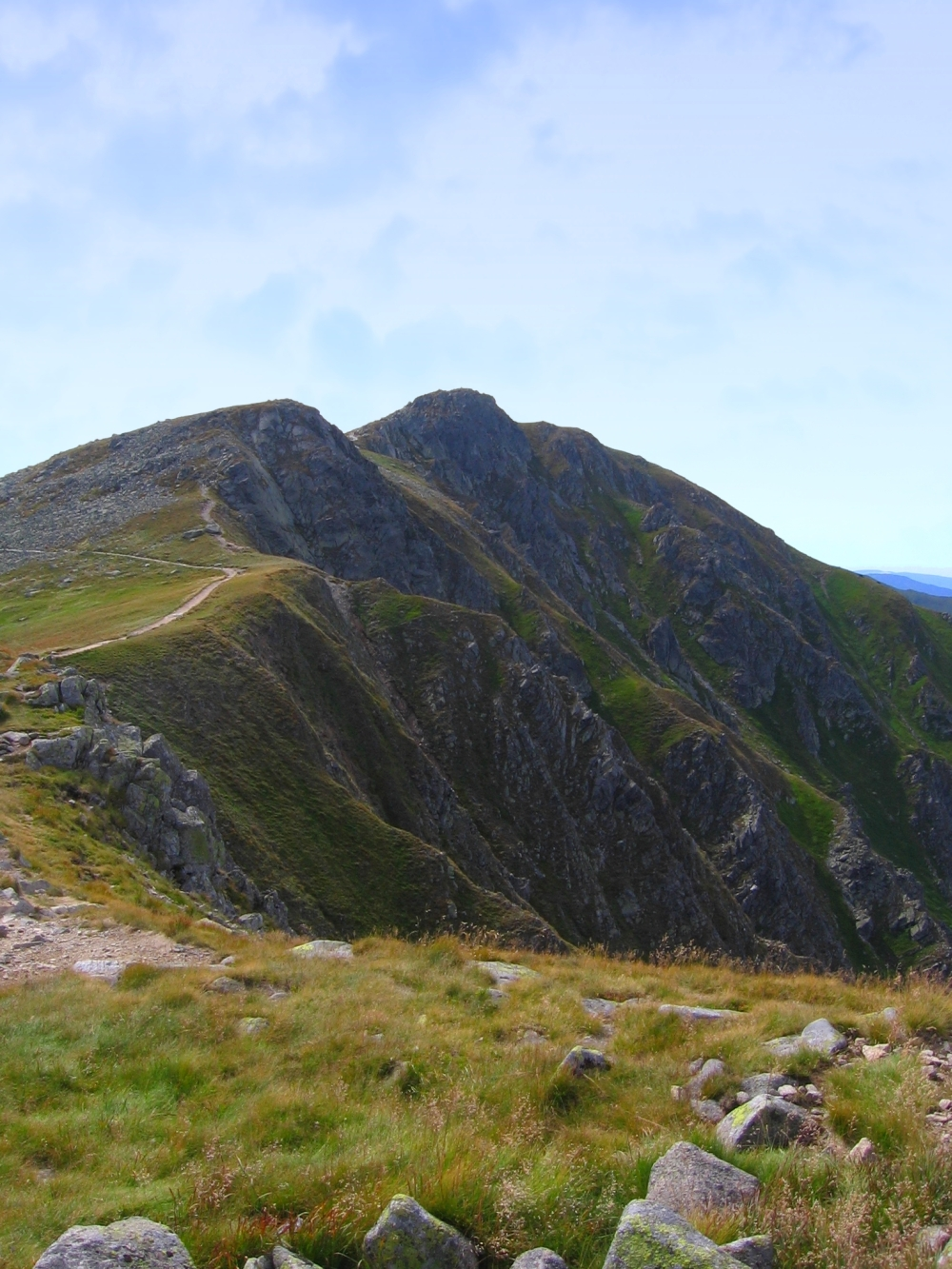

48°57′32″N 19°39′57″E / 48.958964°N 19.665914°E
下塔特拉山國家公園是斯洛伐克的國家公園，位於該國中部的下塔特拉山，橫跨班斯卡-比斯特里察州、日利納州和普雷绍夫州，始建於1978年6月14日，面積728平方公里，最高點海拔高度2,043米。

## 外部連結
- Low Tatras National Park at Slovakia.travel